# بوسارو
بوسارو (بالإيطالية: Bosaro) هي بلدية في مقاطعة رفيغة، منطقة فنيتة بشمال شرق إيطاليا.
تقع على بعد 60 كيلومترًا (37 ميلًا) جنوب غرب مدينة البندقية، و38 كيلومترات (5 ميل) جنوب رفيغة.